# Greta Molander
Greta Molander (23 de agosto de 1908 - 20 de marzo de 2002) fue una piloto de rallies y escritora sueca/noruega, dos veces vencedora en la Coupe des Dames del Rally de Montecarlo.

## Semblanza
Molander nació en Ystad y creció en Nyköping y Estocolmo. Se casó en 1938 y se instaló con su pareja en Sandefjord. Comenzó en su primer rally en 1929. Su debut en el Rally de Montecarlo se produjo en 1933 y ganó la "Coupe des Dames" en 1937 y en 1952. Compitió en el primer Campeonato de Europa de Rally en 1953, donde ganó la categoría femenina.
Como escritora, publicó varios libros de sus viajes por los Estados Unidos, México, el continente africano y China.

## Lecturas relacionadas
- Greta Molander en Svenskt kvinnobiografiskt lexikon

- Datos: Q4967827
- Multimedia: Greta Molander / Q4967827